# Greuges de Guitard Isarn
Els Greuges de Guitard Isarn (també coneguts amb el nom de Greuges de Guitard Isarn, senyor de Caboet, o simplement Greuges de Caboet) havia estat considerat el primer text extens escrit en català conservat, tot i que conté també algunes frases en llatí. El text, datat de cap a l'any 1105, és anterior a les Homilies d'Organyà, obra que havia estat considerada el text literari més antic en llengua catalana, però que és gairebé un segle posterior als Greuges. Es tracta d'un text rellevant per a la investigació de la formació del català i, al mateix temps, és un document important per als estudis històrics.
L’església romànica de Sant Serni de Cabó de Cabó (Alt Urgell) acull un centre d’Interpretació sobre el llinatge dels senyors de Caboet i el manuscrit dels Greuges.

## Història i descobriment
El pergamí original —de 10 centímetres d’alt i 52 de llarg— es va trobar a Organyà l'any 1905 i actualment es conserva a la Biblioteca de Catalunya. El va descobrir i publicar per primer cop Joaquim Miret i Sans acompanyat d'una transcripció. Poc després, el 1965, Paul Russell-Gebbett el tornà a publicar amb una transcripció amb un millor criteri paleogràfic. L’any 1997 Joan Anton Rabella i Ribas, doctor en Filologia catalana, especialista en lingüística històrica i onomàstica i cap de l'Oficina d'Onomàstica de l’Institut d’Estudis Catalans, publica un acurat estudi lingüístic sobre els Greuges de Guitard Isarn, senyor de Caboet (1080-1095) al volum XXXV d'Estudis de Llengua i Literatura Catalanes Homenatge a Arthur Terry. L'any 2023 Jesús Alturo i Perucho i Tània Alaix i Gimbert reediten el text i n'identifiquen l'autor en la persona del sotsdiaca Ramon de Cabó (segle xii).

## Descripció

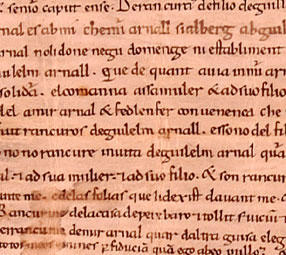
Detall del pergamí

Es tracta d'un document de caràcter feudal provinent de l'àrea antiga del bisbat d'Urgell, d'on ens han arribat la major part dels primers documents del català. En el text, Guitard Isarn de Caboet, senyor d’un ampli territori entre Andorra, el Pallars Sobirà i l'Alt Urgell, deixa constància de les il·legalitats comeses per Guillem Arnau i el seu fill, castlans de Cabó i vassalls seus. Aquests, pel que sembla, intenten incrementar el seu poder sense complir amb les obligacions pactades anteriorment amb els Caboet.
Pel que fa a la datació, estudiant els noms dels diversos personatges que hi apareixen, Miret i Sans va concloure que la confecció del document s'hauria de situar entre els anys 1080 i 1095. Tanmateix, un estudi recent de Josep Maria Salrach proposa situar-lo entre 1105 i 1106. De fet, l’octubre de 2021, Jesús Alturo i Perucho i Tània Alaix i Gimbert van donar a conèixer l’autor dels Greuges, el sotsdiaca Ramon de Cabó (segle xii), el primer escriptor conegut en llengua catalana.

## Text
Text complet i versió en català actual, segons Josep Maria Salrach:
| « | Hec est memoria de ipsas rancuras que abet domnus Guitardus Isarnus, senior Caputense, de rancuras de filio de Guillelm Arnall et que ag de suo pater, de Guilelm Arnall; et non voluit facere directum in sua vita de ipso castro de Caputense che li comannà. Et comannà·l·en Mir Arnal que, en las ostes et en las cavalgades o[n] Guilelm Arnal és ab mi, che Mir Arnall s·i alberg ab Guilelm Arnal. Et si Guilelm Arnal me facia tal cosa que dreçar no·m volgés ho no pogés, ho ssi·s partia de mi, che Mir Arnall me romasés aisí com lo·m avia al dia che ad él lo commanné. Et in ipsa onor a Guillelm Arnal no li doné negú domenge ni establiment de cavaler ni de pedó per gitar ni per metre quan l·i comanné Mir Arnall. Et dixit mihi Guilelm Arnall, et coveng·m·o, che no siria mos dons ni ma folia per nullo ingenio. Et ego dixi ad Mir Arnall in presència de Guilelm Arnall que de quant avia in Mir Arnall no me’n jachia re; et sicut in ista pagine est scriptum sic donavit Mir Arnall ad Guilelm Arnall. Et fuit rancurós de Guilelm Arnal e ssón·o del fil quar sí pres mils Mir Arnall che jo no·l li doné, e·l sí fed a ssi solidar e·l comannà a ssa muler et ad suo filio a chuit no·l doné hanc. Et rancur-me’n del castel de Caboded hon jo pris podstad per mal che Mir Arnall m’avia fait et dict a mi et a ma muler; e rredí·l a Guilelm Arnall aissí com jo·l·i avia comanad; et él redé·l a Mir Arnal et fed·l·en fer convenença che no m’estacàs dret e che no·l me fedés sens él. Et illum tortum que él me’n fed et dreçar no·m volg, jachí·l a ssuo filio et jo fuit rancurós del fil. Et fforon-ne judicis donads et aculids, et Mir Arnall fer no·ls me volg. Et fuit rancurós de Guilelm Arnall e ssón·o del fil, quar d’altra gisa a·n Mir Arnall si no com jo lo·ls doné. E ssó rancurós de Guilelm Arnal quar fed conveniència de la mia onor ab suo fratre senes lo men consel e·l men sobud, et non·o laud ne non·o hautorg. E per ço non·o rancuré in vita de Guilelm Arnal, quar non·o sub entrò mortuum fuerit Guilelm. E ssón rancurós de Mir Arnall del castel de Caboded, quar n’ere mès e·l recobrà d’altra guisa si no com lo s'avia; et són rancurós quar solidà de la mia onor a Guilelm Arnal et ad sua mulier et ad suo filio; et són rancurós de les toltes e de les forces que fa en la mea onor del servici del kastel et del Pug, que ad illum non debent facere. Rancur-me’n de la cavalleria de Mir Guilabert qui no m’és servida. Rancur-me quar desmentist ma mulier ante me, e de las folias que li dexist davant me. Et rancur-me de Mir Arnall de la casa de Boxtera che s'à presa e m’à tolta, et non debet abere nisi solum decimum. Rancur-me de I bou de Oliba d’Ares, e no·l·i vol redre. Rancur-me de I vaca de Guilelm Oler, no la vol redre. Rancur-me de la casa de Pere Baró, et tollit servicium et non debuit abere. Et rancur-me de Guilelm Arnal de Rivo Albo, que dedit a Mir Arnall senes meo consilio, et tu non i avias nullum stabilimentum sino meo consilio; et rencur-me’n de Mir Arnal quar lo pres sine meo consilio. He rrancur-me de Mir Arnal quar d’altra guisa elegit bajulum en la onor de Guilelm Arnal sii·no con él·o mannà in suum testamentum. Et totas istas rancuras que avia de Guilelm Arnal et é de suo filio et de Mir Arnall sic relinquo ad mulier mea et ad Mir, filio meo. Et preco totos meos omines per fiduciam quam ego abeo in illos, et illos bajulos quam ego abeo electos in meo testamento per Deum et per fiduciam quam ego abeo in illos, que vos adjuvetis ad mulier mea et ad filio meo per pled et per gera tro lor dret los en sia exid. | Aquesta és la memòria dels greuges que Guitard Isarn, senyor de Caboet, té del fill de Guillem Arnau i que tenia del seu pare, Guillem Arnau; i no li volgué fer dret al llarg de la seva vida del castell de Caboet que li comanà. I li comanà Mir Arnau perquè, en les hosts i les cavalcades en què Guillem Arnau és amb mi, que Mir Anau hi prengui alberg amb Guillem Arnau. I si Guillem Arnau em feia tal cosa que esmenar no volgués o no pogués o, si es deseixís de mi, que Mir Arnau romangués amb mi com el tenia el dia que li vaig comanar. I en l’honor no li vaig donar a Guillem Arnau cap domini ni establiment de cavaller ni de peó per treure o posar quan li vaig comanar Mir Arnau. I Guillem Arnau em va dir, i ho va convenir amb mi, que no em causaria danys ni m’injuriaria de cap manera. I jo vaig dir a Mir Arnau en presència de Guillem Arnau que, de tot allò que tenia, no renunciava a res en encomanar Mir Arnau; i tal com en aquesta pàgina està escrit, així es va donar Mir Arnau a Guillem Arnau. I vaig estar queixós de Guillem Arnau i n’estic del seu fill car va prendre per a ell a Mir Arnau amb més del que jo no li vaig donar, i se’l va fer vassall sòlid seu i el comanà a la seva muller i al seu fill al qual no li vaig encomanar. I em queixo del castell de Caboet del qual jo vaig prendre potestat pel mal que Mir Arnau m’havia fet i dit a mi i a la meva muller; i el vaig tornar a Guillem Arnau tal com jo li havia comanat; i ell el retornà a Mir Arnau i li feu fer convinença que no se subjectés a la meva potestat judicial i no se’m fes fidel sense ell. I el tort que ell em feu i no em volgué esmenar, el deixà al seu fill i jo vaig estar queixós del fill. I d’això es feren judicis donats i acceptats, i Mir Arnau no me’ls volgué complir. I vaig estar queixós de Guillem Arnau i n’estic del seu fill, car té Mir Arnau d’una altra manera de com jo els el vaig donar. I em queixo de Guillem Arnau perquè va fer convinença de la meva honor amb el seu germà sense el meu consentiment i el meu coneixement i no ho aprovo ni ho atorgo. I per això no me’n vaig queixar en vida de Guillem Arnau, car no ho vaig saber fins que Guillem hagué mort. I em queixo de Mir Arnau del castell de Caboet perquè hi fou posat i el recuperà d’una altra manera de com ho havia de fer; i em queixo perquè feu sòlid de la meva honor a Guillem Arnau i a la seva muller i al seu fill; i em queixo de les toltes i forces que fa en la meva honor pel servei del castell i del Pui, que a ell no li han de fer. I em queixo de la cavalleria de Mir Guilabert que no m’és servida. Em queixo perquè va desmentir la meva muller davant meu, i pels insults que li va dir davant meu. I em queixo de Mir Arnau per la casa de Boixedera de la qual s'ha apoderat i m’ha arrabassat, i no hi ha de tenir sinó només el delme. Em queixo d’un bou d’Oliba d’Ares, que no li vol tornar. Em queixo d’una vaca de Guillem Oller, no la vol tornar. Em queixo de la casa de Pere Baró, que en va prendre el servei i no l’ha de tenir. I em queixo de Guillem Arnau de Rialb, que va donar a Mir Arnau sense el meu consentiment, i tu no hi tenies cap dret sense el meu consentiment; i em queixo de Mir Arnau perquè el va prendre sense el meu acord. I em queixo de Mir Arnau perquè va elegir batlle en l’honor de Guillem Arnau de manera diferent a com ell ho manà en el seu testament. I tots aquests greuges que jo tenia de Guillem Arnau i tinc del seu fill i de Mir Arnau així els deixo a la meva muller i al meu fill Mir. I prego a tots els meus homes per la fe que tinc en ells, i als batlles que jo he elegit en el meu testament, per Déu i per la fe que tinc en ells, que ajudeu la meva muller i el meu fill per plet i per guerra fins que el seu dret els sigui reconegut. | » |